# Voingt
Voingt ist eine französische Gemeinde mit 57 Einwohnern (Stand: 1. Januar 2022) im Département Puy-de-Dôme in der Region Auvergne-Rhône-Alpes (vor 2016 Auvergne). Die Gemeinde gehört zum Arrondissement Riom und zum Kanton Saint-Ours (bis 2015 Pontaumur). 

## Lage
Voingt liegt etwa 52 Kilometer westnordwestlich von Clermont-Ferrand in der alten Kulturlandschaft der Combrailles. Im Norden verläuft das Flüsschen Ribière. Umgeben wird Voingt von den Nachbargemeinden Saint-Étienne-des-Champs im Norden und Osten, Verneugheol im Süden sowie Giat im Westen und Nordwesten.

## Bevölkerungsentwicklung
| Jahr                       | 1962 | 1968 | 1975 | 1982 | 1990 | 1999 | 2006 | 2013 |
| Einwohner                  | 150  | 141  | 119  | 108  | 64   | 60   | 63   | 48   |
| Quellen: Cassini und INSEE |      |      |      |      |      |      |      |      |

## Sehenswürdigkeiten
- Kirche
- Archäologiemuseum